# Елісон Ганніґан
Е́лісон Лі Га́нніґан (англ. Alyson Lee Hannigan; нар. 24 березня 1974) — американська актриса єврейського походження, відома своїми ролями Віллоу Розенберґ — культового класичного телесеріалу «Баффі — переможниця вампірів» — Мішель Флаерті в трьох фільмах «Американський пиріг» і Лілі Олдрін у комедійному т/с «Як я зустрів вашу маму».

## Раннє життя
Ганніґан народилася у Вашингтоні, округ Колумбія. Вона — єдина дитина в сім'ї Емілі Познер, агента з нерухомості, і Аль Ганніґана, водія вантажівки. Ганніґан є ірландського походження по батькові та єврейського по своїй матері. Її батьки розлучилися, коли їй було два, і Елісон переїхала в Атланту штату Джорджія (США) разом із матір'ю.

## Кар'єра

Разом із чоловіком Алексіс Денісоф

В 1985 році Елісон переїжджає в Лос-Анджелес і вступає в North Hollywood High School, яку закінчує в 1992 році. Свою першу роль у великому кіно Елісон зіграла у фантастичній комедії «Моя мачуха — інопланетянка» (1988).
З 1990 по 1995 роки Елісон знімається в рекламі і грає невеликі ролі в телесеріалах «Розанна», «Застава фехтувальників» та «Дотик ангела».
В 1997 році Елісон отримує роль Віллоу, найкращої подруги головної героїні у телесеріалі „Баффі — переможниця вампірів“. Серіал стає відомим, і Елісон отримує славу та визнання. Згодом з'являється в декількох відомих фільмах, спрямованих на підліткову аудиторію, в тому числі Американський пиріг, Американський пиріг 2, Хлопчики та дівчатка, а також Американський пиріг 3: Весілля. Тим часом, до закінчення серіалу „ Баффі — переможниця вампірів“ у 2003 році, Елісон заробляла 250000$ за зйомку у кожному епізоді.
У 2005 році Ганніґан з'являється у черговому телесеріалі: „Як я зустрів вашу маму“. В ньому вона грає одного із друзів головного героя — Лілі Олдрін.
В лютому 2006 року Ганніґан зіграла Джулію Джонс в „Кінопобаченні“, пародії на романтичні комедії. Вона також була запрошеною зіркою в анімаційному ситкомі ABC The Goode Family у 2009 році.
З 2016 по 2023 рік Ганніґан була ведучою телесеріалу «Пенн і Теллер: Обдури нас». Ганніґан зіграла Енн Поссібл, матір Кім, в оригінальному фільмі Disney Channel Kim Possible (2019), заснованому на мультсеріалі. Вона озвучила роль Клер Ненсі в мультсеріалі Disney Junior Fancy Nency (2018–2022). Шоу тривало три сезони, а фінал серіалу вийшов в ефір 18 лютого 2022 року.
У вересні 2023 року Ганніґан було оголошено однією із учасників 32 сезону Танців з зірками в партнерстві з Сашою Фарбер. Пара дійшла до фіналу та посіла п'яте місце .

## Особисте життя
Зі своїм майбутнім чоловіком, Алексісом Денісоф, акторка познайомилася на зйомках серіалу „Баффі — переможниця вампірів“, де Алексіс грав Веслі Віндема-Прайса. Актори почали зустрічатися на початку 2000 року, і в грудні 2002 року оголосили про свої заручини. Весілля відбулося 11 жовтня 2003 року. Після одруження вони купили будинок у Санта-Моніці, штат Каліфорнія. 24 березня 2009 року, в день свого тридцятип'ятиріччя, Елісон вдома народила доньку Сатьяну Мері Денісоф.У грудні 2011 року представник Елісон Ганніґан оголосив, що пара чекає на свою другу дитину
. 23 травня 2012 року Елісон народила другу доньку, Ківу Джейн.

## Релігійна позиція
Елісон Ганніґан публічно не ідентифікує себе як релігійну людину. Це означає, що хоча її єврейське коріння є частиною її спадщини, вона не практикує юдаїзм або іншу релігію в повсякденному житті.

## Фільмографія
| Рік  | Назва                            | Англійська назва          | Роль                        | Примітки                                     |
| ---- | -------------------------------- | ------------------------- | --------------------------- | -------------------------------------------- |
| 1986 | Брудні думки                     | Impure Thoughts           | Петти Стаббс                |                                              |
| 1988 | Моя мачуха — іншопланетянка      | My Stepmother Is an Alien | Джессі Мілс                 |                                              |
| 1991 | Арліна та Кімберлі               | Switched at Birth         | Джина Твіг                  | TV фільм                                     |
| 1995 | Близький незнайомець             | The Stranger Beside Me    | Дана                        | TV фільм                                     |
| 1996 | Сенс життя                       | A Case for Life           | Айріс                       | TV фільм                                     |
| 1996 | За честь моєї доньки             | For My Daughter's Honor   | Келлі                       | TV фільм                                     |
| 1998 | Самогубство в коледжі            | Dead Man on Campus        | Люсі                        |                                              |
| 1999 | Зірка на ім'я Хейлі Вагнер       | Hayley Wagner, Star       | Дженна Джейкс               | TV фільм                                     |
| 1999 | Американський пиріг              | American Pie              | Мішель Флаерті              |                                              |
| 2000 | Хлопці та дівчата                | Boys and Girls            | Бетті                       |                                              |
| 2001 | Американський пиріг 2            | American Pie 2            | Мішель Флаерті              |                                              |
| 2001 | Ризиковані плани                 | Beyond the City Limits    | Лексі                       |                                              |
| 2003 | Американський пиріг 3: Весілля   | American Wedding          | Мішель Флаерті              |                                              |
| 2004 | Americana                        | Americana                 | Андреа                      | TV фільм                                     |
| 2005 | В ігрі                           | In the Game               |                             | TV фільм                                     |
| 2006 | Кінопобачення                    | Date Movie                | Джулія Джонс                |                                              |
| 2011 | Спочатку кохання, потім весілля  | Love, Wedding, Marriage   | Куртні                      | знімалась разом із чоловіком Алексіс Денісоф |
| 2012 | Американський пиріг: Знову разом | American Reunion          | Мішель Флаерті — Левенстейн |                                              |
| 2016 |                                  | Do You Take This Man      | Рейчел                      |                                              |
| 2018 |                                  | You Might Be the Killer   | Чак                         |                                              |
| 2020 |                                  | Flora & Ulysses           | Філліс Бакман               |                                              |

| Рік       | Назва                                  | Англійська назва                  | Роль                 | Примітки                                                           |
| --------- | -------------------------------------- | --------------------------------- | -------------------- | ------------------------------------------------------------------ |
| 1989-1990 | Free Spirit                            | Free Spirit                       | Джесси Гарпер        | Головна роль; 14 епізодів                                          |
| 1990      | Розанна                                | Roseanne                          | Джен                 | епізод: „Like, a New Job“                                          |
| 1993      | Торкелсонси                            | Almost Home                       | Саманта              | епізоди: „The Dance“ „Hot Ticket“                                  |
| 1994      | Дотик Ангела                           | Touched by an Angel               | Кессі Пітерс         | епізод: „Cassie's Choice“                                          |
| 1996      | Застава фехтувальників                 | Застава фехтувальників            | Пегі Паттерсон       | епізод: „To Forgive Is Devine“                                     |
| 1996      | Друзі навіки                           | Friends for Life                  | Ема Деніелс          | Не показаний ТВ проект                                             |
| 1997-2003 | Баффі — переможниця вампірів           | Buffy the Vampire Slayer          | Віллоу Розенберг     | Головна роль; 144 епізоди                                          |
| 1999-2000 | 100 добрих справ Едді МакДауда         | 100 Deeds for Eddie McDowd        | Ґіґі                 | епізоди: „Dogs Day Out“ „The Return of Gigi“                       |
| 2000      | Дика сімейка Тонберів                  | The Wild Thornberrys              | Ґерда                | епізод: „Every Little Bit Alps“                                    |
| 2001-2003 | Ангел                                  | Angel                             | Віллоу Розенберг     | епізоди: „Disharmony“ „There's No Place Like Plrtz Glrb“ „Orpheus“ |
| 2004      | Шоу 70-х                               | That '70s Show                    | Сьюзі Сімпсон        | епізоди: „Sally Simpson“ „Won't Get Fooled Again“                  |
| 2004      | Король гори                            | King of the Hill                  | Стейсі Гібсон        | епізод: „Talking Shop“                                             |
| 2005      | Вероніка Марс                          | Veronica Mars                     | Тріна Еколс          | епізоди: „Ruskie Business“ „Hot Dogs“ „My Mother, the Fiend“       |
| 2005-2014 | Як я зустрів вашу маму                 | How I Met Your Mother             | Лілі Олдрін          | Головна роль; 154 епізоди                                          |
| 2009      | Сімейка Гудів                          | The Goode Family                  | Мішель               | епізод: „Graffiti in Greenville“                                   |
| 2011      | Сімпсони                               | The Simpsons                      | Мелоді               | Сезон 22: епізод 11: „Flaming Moe“                                 |
| 2011      | Американський тато!                    | American Dad                      | Челсі                | озвучка                                                            |
| 2014      | Багато часу з родиною                  | More Time with Family             | Сінді Ріццо          |                                                                    |
| 2014      | Софія Прекрасна                        | Sofia the First                   | Зима                 | озвучка, епізод "Зимовий подарунок"                                |
| 2014      | Маккарті                               | The McCarthys                     | Пем                  | епізод "Red Sox Swap"                                              |
| 2016      | Клуб Перших дружин                     | The First Wives Club              | Меґґі                |                                                                    |
| 2016-2017 | Хто обдурить Пена та Теллера (телешоу) | Penn & Teller: Fool Us            | ведуча у 3-4 сезонах |                                                                    |
| 2018      | Чоловік з будинку                      | Man of the House                  | Джессі               |                                                                    |
| 2019      | Кім Всеможу                            | Kim Possible                      | Енн Всеможу/Мама Кім |                                                                    |
| 2019      |                                        | Pure                              | Esther Dunkel        | 2 епізод                                                           |
| 2019      |                                        | Abducted: The Mary Stauffer Story | Mary Stauffer        |                                                                    |
| 2020      |                                        | Girl Scout Cookie Championship    | Herself (host)       | 4 епізод                                                           |
| 2020      | У меншості                             | Outmatched                        | Аннабет              | епізод: "Couple's Friends"                                         |
| 2021      |                                        | Adorableness                      | Herself              |                                                                    |

## Нагороди та номінації
| Рік  | Нагорода                | Категорія                          | Роль             | Результат |
| ---- | ----------------------- | ---------------------------------- | ---------------- | --------- |
| 2001 | Премія «Сатурн»         | Найкраща телеактриса другого плану | Віллоу Розенберг | Номінація |
| 2002 | Премія «Сатурн»         | Найкраща телеактриса другого плану | Віллоу Розенберг | Номінація |
| 2003 | Премія «Сатурн»         | Найкраща телеактриса другого плану | Віллоу Розенберг | Перемога  |
| 2003 | Golden Satellite Awards | Найкраща телеактриса другого плану | Віллоу Розенберг | Номінація |
| 2010 | People's Choice Awards  | Favourite TV Comedy Actress        | Лілі Олдрін      | Перемога  |
| 2011 | People's Choice Awards  | Favourite TV Comedy Actress        | Лілі Олдрін      | Номінація |

## Галерея

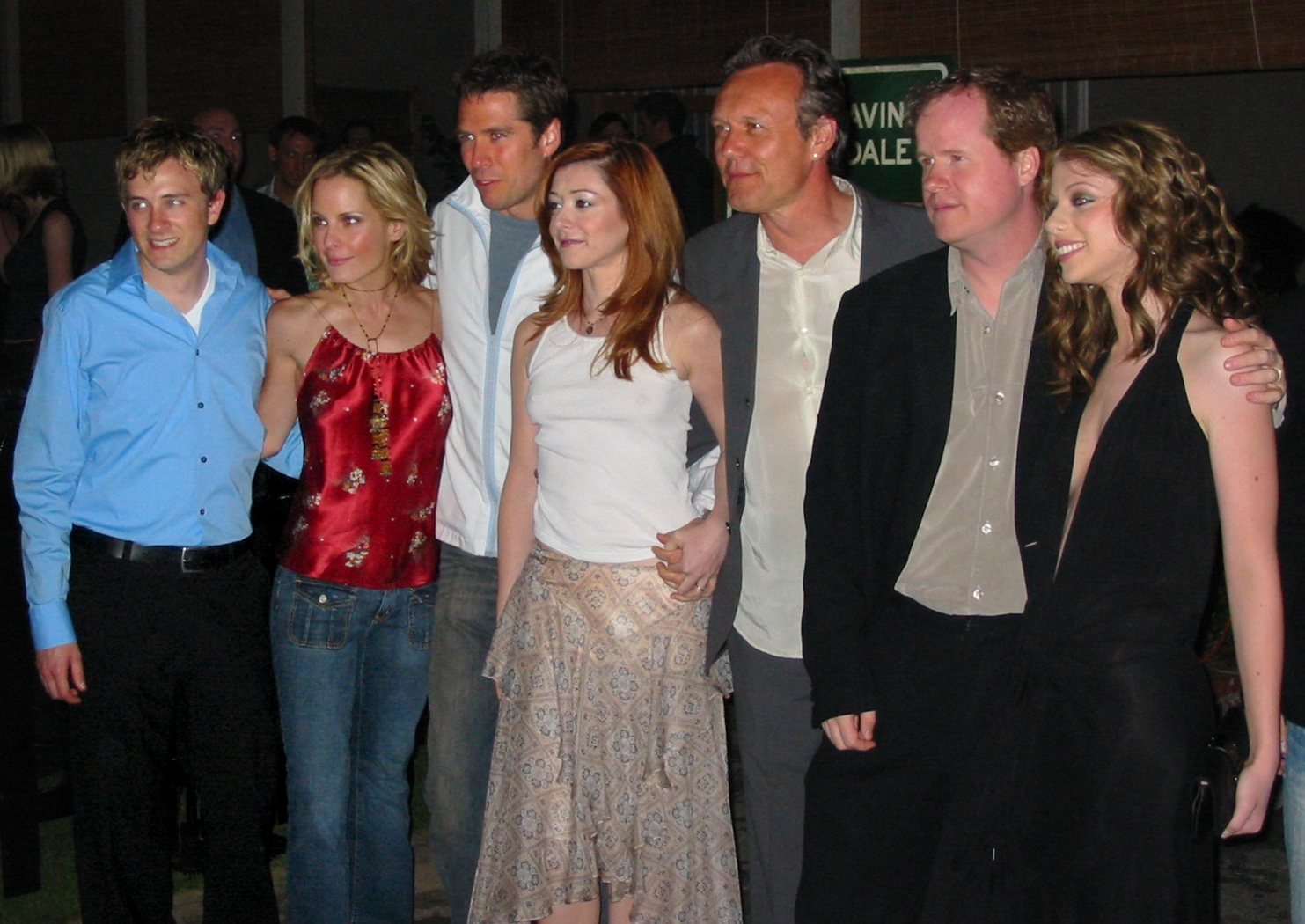
Акторський склад серіалу "Баффі - винищувачка вампірів" на вечірці з нагоди завершення зйомок. Том Ленк, Емма Колфілд, Алексіс Денісоф, Елісон Ханніган, Ентоні Стюарт Хед , Джосс Відон, Мішель Трахтенберг. 2003 рік
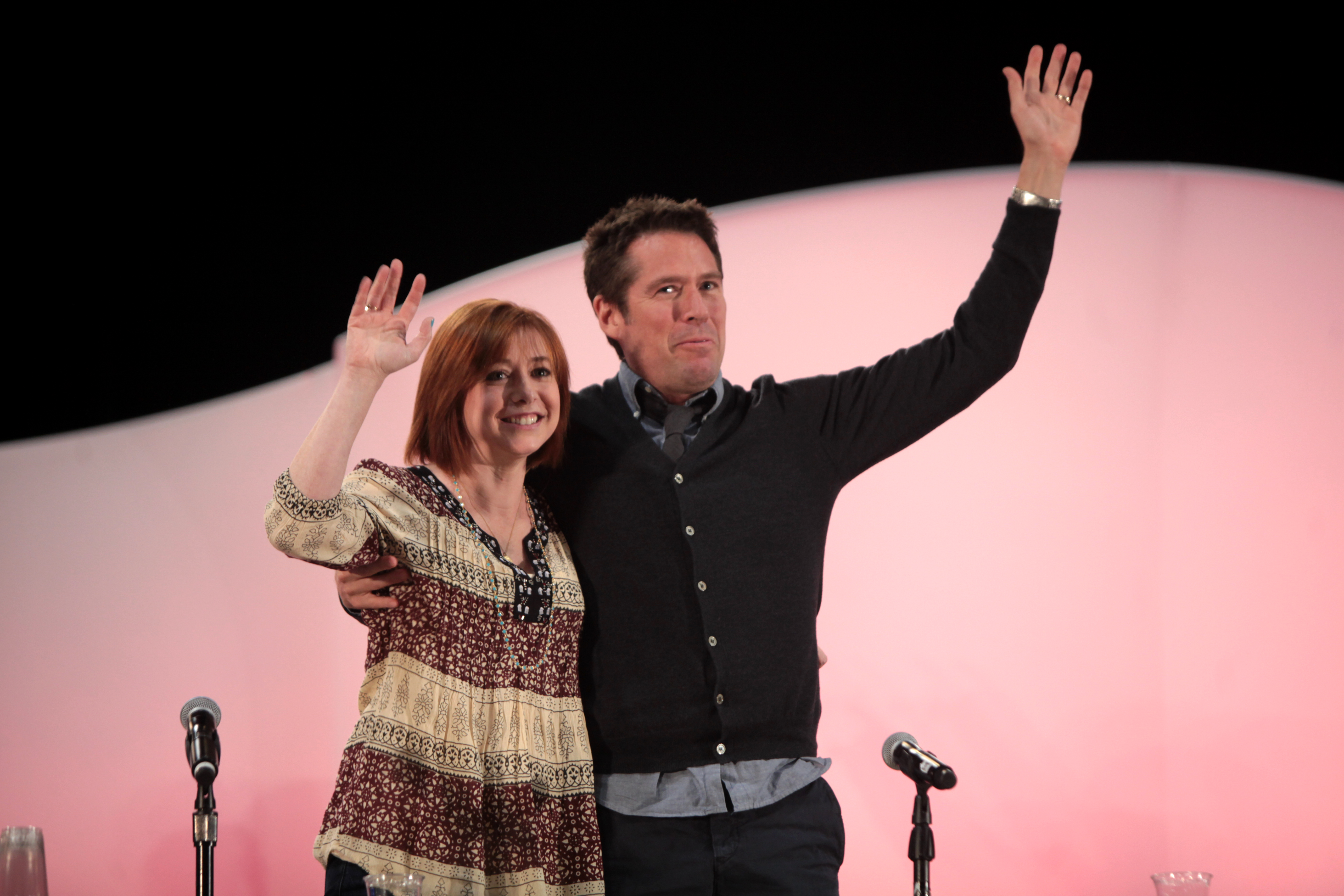
Елісон Ганніган та її чоловік Алексіс Денісоф виступають на Phoenix Comicon 2015 у конференц-центрі Phoenix у Фініксі, штат Аризона.